# Cardiochlamys
Cardiochlamys,  biljni rod iz porodice slakovki smješten u tribus Cardiochlamydeae, dio potporodice Convolvuloideae. Pripada mu dvije vrste trajnica penjačica ili penjačica kamefita, obje su madagaskarski endemi
Rod je opisan u Hooker's Icones Plantarum 15:, pl. 1403. 1883

## Vrste
1. Cardiochlamys madagascariensis Oliv.
2. Cardiochlamys velutina Hallier f.